# Duvbo Basket
Duvbo Basket är Duvbo IK:s basketsektion. Duvbo Basket har flera unga lag samt herrlag och damlag. Säsongen 1960/1961 vann Duvbo IK Junior-SM. Under påsken[källa behövs] vann P-89 guld vid turneringen Easter Cup i finländska Lahtis, och påsken 2006 kom P-89 på tredje plats i Norrköpings Basket Cup. Annandag påsk den 7 april 1958 bildades sektionen av Bo Thenor, Olle Roos och Heino Toomson. Duvbo har nu: Basketskola, DW92, F93, F94, F96, F97, F99, P92, P94, P97, P99 DU22, Damlag och Herrlag.